# Xylosma suluensis
Xylosma suluensis är en videväxtart som beskrevs av Merrill. Xylosma suluensis ingår i släktet Xylosma och familjen videväxter. Inga underarter finns listade i Catalogue of Life.